# Белое Озеро (Курганская область)
Белое Озеро — деревня в Сафакулевском районе Курганской области. Входит в состав Яланского сельсовета.

## История
В 1966 г. Указом Президиума ВС РСФСР деревня отделения № 5 Яланского совхоза переименована в Белое Озеро.
В деревне были совхозные предприятия столовая закрыта которая была в 2002-2004
Точная дата не установлена
Детский сад примерно закрытый 1997
Году и медпункт - фап
Перевезённый из деревни аптыкаево 
По сегодняшние дни она не работает остался лишь дом

## Население
| 1989 | 2002 | 2010 |
| ---- | ---- | ---- |
| 436  | ↘408 | ↘380 |

Национальный состав
Согласно результатам Всероссийской переписи населения 2002 года, в национальной структуре населения башкиры составляли 88 %.